# Serra do Navio
Serra do Navio är en kommun i Brasilien.   Den ligger i delstaten Amapá, i den norra delen av landet, 2 000 km norr om huvudstaden Brasília. Antalet invånare är 4 409.
I omgivningarna runt Serra do Navio växer i huvudsak städsegrön lövskog. Trakten runt Serra do Navio är nära nog obefolkad, med mindre än två invånare per kvadratkilometer.